# Liste der Kardinalskreierungen Johannes’ XV.
Papst Johannes XV. kreierte in seinem elfjährigen Pontifikat (985–996) 20 Kardinäle.

## 985
- Gregor, Kardinalbischof von Porto, † 991
- Leo, Kardinalpriester von Ss. Nereo e Achilleo, † nach 993

## 988
- Stephan, Kardinalbischof von Palestrina, † vor 996

## 993
- Crescentius, Kardinalbischof von Silva Candida, † vor 1012
- Bonizzo, Kardinalpriester von S. Lucia, Kardinal-Erzpriester, † nach 993
- Benedikt, Kardinalpriester von S. Stefano al Monte Celio, † vor 1012
- Johannes, Kardinalpriester von S. Lorenzo in Lucina, † zwischen 993 und 1012
- Leo, Kardinalpriester von S. Sisto, † vor 1037
- Johannes, Kardinalpriester von Ss. XII Apostoli
- Johannes, Kardinalpriester von S. Clemente, † vor 1012
- Crescentius, Kardinalpriester von S. Maria in Trastevere, † vor 1026
- Janvier, Kardinalpriester einer unbekannten Titelkirche
- Benedikt, Kardinaldiakon, † nach 993
- Johannes, Kardinaldiakon, Oblationarius, † nach 993
- Benedikt, Kardinaldiakon, † nach 993
- Johannes, Kardinaldiakon

## 995
- Theobaldus, Kardinalbischof von Albano, † 1030
- Brun von Kärnten, Kaplan und Cousin König Ottos III., Kardinalpriester/-diakon, ab Mai 996 Papst Gregor V., † 4. Februar 999

## 996
- Aldemarius, Kardinalpriester/-diakon, † nach 996

## Kardinalskreierung unbekannten Datums
- Adalbéro, Erzbischof von Reims, Kardinalpriester/-diakon? (Kardinalskreierung unsicher), † 23. Januar 989